# Паспорт гражданина Туркменистана
Па́спорт граждани́на Туркменистана (также в обиходе называется «внутренним паспортом») — основной документ, удостоверяющий личность, внутренний паспорт гражданина Туркменистана на территории Туркменистана. Этот документ обязаны иметь все граждане Туркменистана, достигшие 16-летнего возраста и проживающие на территории Туркменистана.
Для выездов за пределы страны, туркменским гражданам выдаётся заграничный паспорт с биометрическими данными. Поэтапная замена паспорта гражданина СССР на паспорт гражданина Туркменистана началась в 1990-х годах. До 2020 года паспорта выдавались администрациями этрапов и городов, приравненных к ним.

## Содержимое
В паспорт вносят следующие сведения о личности гражданина:
- фамилия;
- имя;
- отчество;
- пол;
- дата рождения;
- место рождения;
- национальность.

В паспорте производят отметки:
- о прописка гражданина по месту жительства и снятии его с прописки;[6]
- о регистрации и расторжении брака;
- о детях, не достигших 16-летнего возраста;
- о выдаче основных документов, удостоверяющих личность гражданина Туркменистана за пределами Туркменистана.

По желанию гражданина в паспорте также производят отметки:
- о его группе крови и резус-факторе (в медучреждении, где гражданин сдал кровь на анализ на группу и резус-фактор; например, на станции переливания крови);

Военнослужащим, проходящим военную службу по призыву, паспорта выдают или заменяют по месту их жительства по окончании установленного срока военной службы по призыву.

## Коды велаятов в серии паспорта
Коды велаятов в серии паспорта.
| Код региона | Регион             |
| ----------- | ------------------ |
| AS          | Ашхабад            |
| AH          | Ахалский велаят    |
| BN          | Балканский велаят  |
| LB          | Лебапский велаят   |
| MR          | Марыйский велаят   |
| DZ          | Дашогузский велаят |

## Бланк паспорта
Обложка бланка паспорта изготовлена из материала тёмно-зеленого цвета. В верхней её части в размещено слово «Türkmenistan», в середине воспроизведён золотистый тиснёный Государственный герб Туркменистана, а под ним — слово «Pasport». В центре внутренней страницы обложки помещено изображение Государственного герба Туркменистана.

## Срок действия
При достижении 16-летнего возраста каждый гражданин обязан получить паспорт. Срок действия паспорта бессрочен. В 25 и 45 лет вклеивается фотокарточка.

## Выдача, замена и пользование паспортом
Единая национальная паспортная система была введена в Туркменистане 25 октября 1996 года Постановлением Президента Сапармурата Туркменбаши «Об утверждении Положения о паспортной системе в Туркменистане». До этого в Туркменистане использовались бланки паспортов граждан СССР образца 1974 года и заграничных паспортов граждан СССР, в которые ставился штапм «Гражданин Туркменистана». Согласно утвержденному Положению, обмен и выдача национальных паспортов гражданина Туркменистана должна была осуществиться в период с 25 октября 1996 года по 31 декабря 2001 года.
Выдачу и замену паспортов с 2020 года производят территориальные органы МВД Туркменистана в течение семи рабочих дней.